# Cassero del Sale
(Cecco Angiolieri, Rima XCII, 5-6)
Il Cassero del Sale è uno storico edificio del centro storico di Grosseto.
Il fabbricato si affaccia sulla caratteristica piazza del Sale, sul lato tra l'imbocco di strada Ricasoli e l'inizio della parallela via Mazzini.

## Storia
L'edificio venne costruito verso la metà del XIII secolo, nell'area in cui sorgeva la chiesa di San Giorgio, come punto di raccolta e di distribuzione del sale che veniva estratto lungo la costa. Sembra che fin dall'VIII secolo si svolgesse l'attività di estrazione del sale dalle acque salmastre dell'antico lago Prile (scomparso dopo le opere di bonifica) e dell'area paludosa attorno alla torre della Trappola, a sud dell'abitato di Principina a Mare. L'estrazione del sale, che si svolgeva nel periodo primaverile ed estivo, era favorita dal clima mite con scarse precipitazioni e dalla conformazione del litorale; nel corso del Medioevo la produzione di sale assunse fondamentale importanza per la città, tanto che i Senesi riuscirono ad esercitare il controllo su questa attività molto remunerativa a partire dalla prima metà del XIV secolo. La grande quantità di sale immagazzinata a Grosseto era famosa tanto che venne citata dal poeta Cecco Angiolieri in una delle sue rime.
L'aspetto dell'edificio è dovuto a numerosi interventi iniziati nel XVI secolo quando vi furono addossate le mura medicee e continuati in età moderna con l'aggiunta di una scala esterna di accesso al primo piano. Nella piazza sono visibili i resti del "nuovo cassero del sale" realizzato dai senesi nel XIV secolo per affiancare quello più antico. Durante il dominio mediceo l'edificio fu distrutto, ma una delle quattro pareti fu però risparmiata per essere inglobata nella nuova cortina muraria.

## Descrizione
Il Cassero del Sale si presenta come un fabbricato a sezione rettangolare che si articola su due piani, diviso in più abitazioni private. Tale aspetto è dovuto anche ad alcuni interventi di ristrutturazione avvenuti tra la fine del XIX e gli inizi del XX secolo.